# جون إريكسون
جون إريكسون (بالإنجليزية: John Ericson)‏ هو ممثل أمريكي (وحمل سابقاً جنسية جمهورية فايمار)، ولد في 23 سبتمبر 1926 في ألمانيا.

## وصلات خارجية
- جون إريكسون على موقع IMDb (الإنجليزية)
- جون إريكسون على موقع ألو سيني (الفرنسية)
- جون إريكسون على موقع أول موفي (الإنجليزية)
- جون إريكسون على موقع قاعدة بيانات برودواي على الإنترنت (الإنجليزية)
- جون إريكسون على موقع قاعدة بيانات برودواي على الإنترنت (الإنجليزية)
- جون إريكسون على موقع قاعدة بيانات الأفلام السويدية (السويدية)
- جون إريكسون على موقع إن إن دي بي (الإنجليزية)
- جون إريكسون على موقع قاعدة بيانات الفيلم (الإنجليزية)
- جون إريكسون على موقع كينوبويسك (الروسية)